# Septempeda
Septempeda, (grec antic: Σεπτέμπεδα segons Estrabó i Claudi Ptolemeu) va ser una ciutat de Picenum, moderna San Severino Marche a uns 50 km al sud-oest d'Ancona, i a la part alta de la vall del riu Potenza.
En parlen tots els geògrafs de l'antiguitat, i el Liber Coloniarum anomena un «ager Septempedanus». Plini el Vell diu que tenia rang de municipi romà, i així ho confirmen les inscripcions trobades, una de l'època de l'emperador Aurelià (270-275). L'Itinerari d'Antoní la situa en una branca de la via Flamínia que sortia de Nucèria, travessava els Apenins fins a Prolaqueum (Pioraco) i seguia cap a Ancona.
A l'època cristiana era la seu d'un bisbat i un dels seus bisbes es va dir Severino (va morir potser l'any 543), que va ser el que va donar nom a la ciutat. Va ser destruïda en una època incerta, i després, reconstruïda, era una ciutat lliure dels gibel·lins, però després de la caiguda del Ducat de Suàbia, l'església la va sotmetre.
L'any 1370 es va fer amb la senyoria Smeduccio. Els Smeducci van conservar el poder fins al 1426 quan va tornar al Papa que la va conservar fins a l'ocupació francesa del 1797. Va ser integrada a la República Romana i més tard (1805) al regne napoleònic d'Itàlia. Va tornar al Papa el 1814 i va passar a Itàlia el 1860.